# El gran circo de TVE
El gran circo de TVE va ser el programa infantil conduït per Los Payasos de la Tele durant la dècada de 1970 i amb diverses edicions posteriors fins a 1995. Es tracta d'un dels programes més emblemàtics i recordats de la història de la televisió a Espanya.

## Història

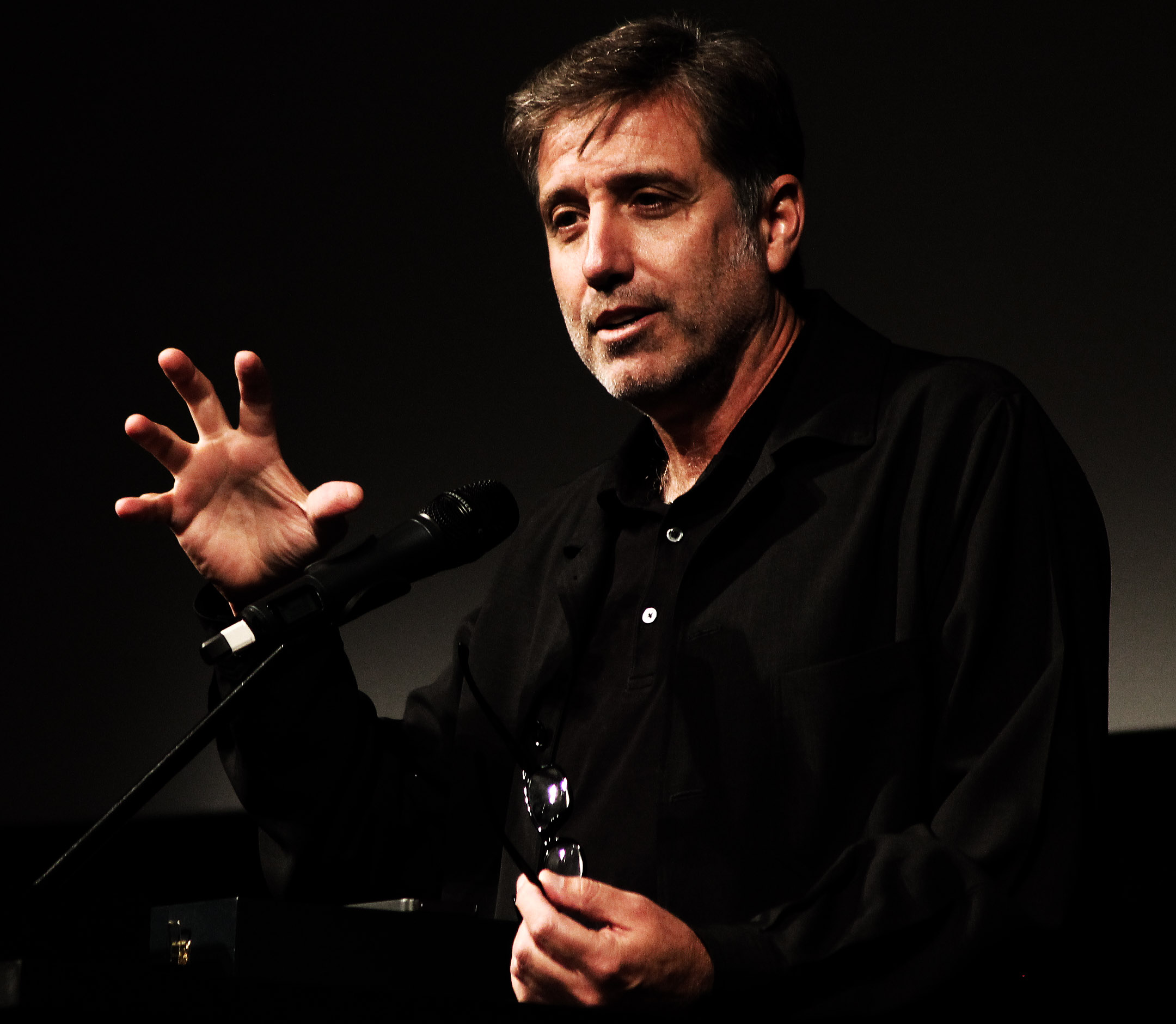
Emilio Aragón Álvarez

El programa es va estrenar el 19 de juliol de 1973 sota el títol de Los Payasos i amb la intenció que es mantingués tan sols tres setmanes en antena. No obstant això l'èxit irresistible del programa va fer que es renovés el contracte dels artistes i l'espai va passar a dir-se Las aventuras de Gaby, Fofó y Miliki. Tot i el títol, en aquesta primera etapa els pallassos eren Gaby, Fofó, Miliki i Fofito. Després de dir-se durant uns mesos El circo de Gaby, Fofó y Miliki, l'11 de maig de 1974 va adoptar el títol pel qual es coneixeria el programa durant gairebé tots els seus anys d'emissió: El gran circo de TVE.
Després de la defunció de Fofó el 22 de juny de 1976, els pallassos van tornar a ser tres fins a la incorporació de Milikito, el 1977. El quartet roman fins a agost de 1981.
La penúltima etapa del programa, emesa entre el 26 de gener de 1982 i el 17 de setembre de 1983 es va titular El loco mundo de los payasos, i en ella Milikito va ser substituït per Rody.
Durant aquests deu anys d'emissió, els pallassos van estar acompanyats en les seves aventures i gags per l'actor Fernando Chinarro, conegut com a Senyor Chinarro.
Entre 1993 i 1995 el programa va tornar a TVE amb Miliki al costat de Rita Irasema, la seva filla, tots dos com a presentadors. En aquesta nova i última edició, gravada al primer plató de ¿Qué apostamos?, es va renovar el format fent participar el públic infantil assistent: ensenyaven manualitats portades de casa, feien proves en el plató,... Van marcar així a la següent generació de nens amb l'edició de diversos discos de noves cançons, destacant l'àlbum ¿Estás contento? ¡Sí señor! (1994), en el qual s'inclouen totes les cançons interpretades en aquests últims anys de programa com "¿Estás contento?", "La Gimnasia Musical" o "Dame un abrazo".

## Format
El programa constava de quatre parts diferenciades:
- Presentació: S'introduïa l'espai amb un gag còmic interpretat pels pallassos sobre l'esquema clàssic de clown, august i contraugust.
- Número circense: Espectacle de circ, amb malabaristes, trapezistes, domadors, etc.
- L'aventura: Petit sketch d'uns deu minuts de durada en el qual es narra les peripècies de els pallassos en escenes quotidianes, interactuant amb altres actors (especialment Fernando Chinarro).
- Comiat: Els pallassos interpreten una de les seves populars cançons.

## Repartiment
- Gabriel Aragón Bermúdez "Gaby" (1973-1983)
- Alfonso Aragón Bermúdez "Fofó" (1973-1976)
- Emilio Aragón Bermúdez "Miliki" (1973-1983 i 1993-1995)
- Alfonso Aragón Sac "Fofito" (1973-1983)
- Emilio Aragón "Milikito" (1977-1981)
- Rody Aragón (1982-1983)
- Rita Irasema (1993-1995)
- Fernando Chinarro (1973-1983)
- Lola Muñoz (1977-1983)
- Margarita Calahorra (1977-1983)
- Paco Sanz (des del 1977)
- Julia Tejela

## Premis
- TP d'Or 1973: Personatge més popular: Els pallassos de la tele.
- TP d'Or 1980: Millor programa infantil.

## Cantar y reír
Durant els nadals de 1974 i 1976, els Pallassos van protagonitzar un programa diari (emès de dilluns a divendres), de 30 minuts de durada, amb cançons, jocs i humor.